# Blyfärgat näbbfly
Blyfärgat näbbfly (Hypena lividalis) är en fjärilsart som först beskrevs av Jacob Hübner 1790.  Blyfärgat näbbfly ingår i släktet Hypena, och familjen nattflyn. Arten förekommer tillfälligt i Sverige, men reproducerar sig inte.